# Campanula rapunculoides subsp. rapunculoides
Espèce
Classification phylogénétique
Campanula rapunculoides subsp. rapunculoides est une sous-espèce de la Campanule fausse raiponce (Campanula rapunculoides), une plante herbacée vivace de la famille des Campanulacées.

## Synonymes
- Campanula azurea Sol. & Banks ex Sims, Bot. Mag. 16: t. 551 (1802).
- Campanula bocconei J.F.Gmel., Syst. Nat. ed. 13[bis]: 348 (1791), nom. illeg.
- Campanula crenata Link, Enum. Hort. Berol. Alt. 1: 214 (1821), nom. superfl.
- Campanula elegans Schult. in J.J.Roemer & J.A.Schultes, Syst. Veg., ed. 15 bis 5: 105 (1819).
- Campanula elongata Port. ex A.DC., Monogr. Campan.: 277 (1830), not validly publ.
- Campanula glabricarpa Schleich., Cat. Pl. Helv., ed. 4: 10 (1821).
- Campanula hortensis Meerb., Pl. Select. Icon. Pict.: 10 (1789).
- Campanula lunariifolia Willd. ex Schult. in J.J.Roemer & J.A.Schultes, Syst. Veg., ed. 15 bis 5: 92 (1819).
- Campanula macrostachya Panz. ex Schult. in J.J.Roemer & J.A.Schultes, Syst. Veg., ed. 15 bis 5: 121 (1819), nom. illeg.
- Campanula neglecta Besser, Cat. Hort. Cremeneci: 28 (1816), nom. superfl.
- Campanula nutans Lam., Fl. Franç. 2: 336 (1779).
- Campanula pyramidiflora Rchb., Index Seminum (DR, Dresdensis) 1822: s.p. (1822).
- Campanula rapunculoides var. racemosa Peterm. in ?.
- Campanula rapunculoides var. reflexa Peterm. in ?.
- Campanula rapunculoides var. speciosa Knaf in ?.
- Campanula rhomboidalis Gorter, Fl. Ingr.: 34 (1761), nom. illeg.
- Campanula urticifolia Turra, Giorn. Italia Sci. Nat. 1: 119 (1764).
- Campanula rhomboidea L. in J.A.Murray (ed.), Syst. Veg. ed. 13, 2: 173 (1770).
- Campanula rigida Gilib., Fl. Lit. Inch. 1: 51 (1781), opus utique oppr.
- Campanula secunda F.W.Schmidt, Fl. Boëm. 2: 74 (1793 publ. 1794).
- Campanula setosa J.C.Wendl., Bot. Beob.: 42 (1798).
- Campanula trachelioides M.Bieb., Fl. Taur.-Caucas. 1: 150 (1808).
- Campanula ucranica Besser, Cat. Jard. Bot. Krzemieniec, Suppl. 2: 6 (1814).
- Campanula rapunculoides var. ciliata Wallr., Sched. Crit.: 89 (1822).
- Campanula rapunculoides var. megastachya Wallr., Sched. Crit.: 89 (1822).
- Campanula rapunculoides var. pauciflora Wallr., Sched. Crit.: 89 (1822).
- Campanula rapunculoides var. rigida Wallr., Sched. Crit.: 88 (1822).
- Campanula speciosa Willd. ex Spreng., Syst. Veg. 1: 729 (1824), nom. illeg.
- Campanula infundibuliformis Sims, Bot. Mag. 53: t. 2632 (1826).
- Campanula nemorosa A.DC., Monogr. Campan.: 274 (1830).
- Campanula oenipontana Moretti ex A.DC., Monogr. Campan.: 269 (1830).
- Campanula rapunculoides var. macrophylla A.DC., Monogr. Campan.: 268 (1830).
- Campanula rapunculoides var. nana A.DC., Monogr. Campan.: 269 (1830).
- Campanula rapunculoides var. oenipontana A.DC., Monogr. Campan.: 268 (1830).
- Campanula rapunculoides var. trachelioides (M.Bieb.) A.DC., Monogr. Campan.: 269 (1830).
- Campanula setosa Fisch. ex DC., Monogr. Campan.: 269 (1830), pro syn.
- Campanula ranunculoides Uspenski, Bull. Soc. Imp. Naturalistes Moscou 7: 369 (1834).
- Campanula pyrenaica Willd. ex Steud., Nomencl. Bot., ed. 2, 1: 269 (1840).
- Campanula racemosa Opiz ex Steud., Nomencl. Bot., ed. 2, 1: 269 (1840).
- Campanula rapunculoides var. ucranica (Besser) K.Koch, Linnaea 17: 280 (1844).
- Campanula rapunculoides var. grandiflora K.Koch, Linnaea 23: 641 (1850).
- Campanula rapunculoides var. lunariifolia (Willd. ex Schult.) K.Koch, Linnaea 23: 641 (1850).
- Campanula rapunculoides var. simplex K.Koch, Linnaea 23: 641 (1850).
- Campanula neglecta Downar, Bull. Soc. Imp. Naturalistes Moscou 34(I): 182 (1861).
- Campanula rapunculoides var. pallida Regel, Index Seminum (LE, Petropolitanus) 1862: 29 (1862).
- Campanula rapunculoides var. ramosissima Schur, Enum. Pl. Transsilv.: 437 (1866).
- Campanula rapunculoides var. subsimplex Schur, Enum. Pl. Transsilv.: 437 (1866).
- Campanula dumetorum Boiss., Fl. Orient. 3: 922 (1875).
- Campanula contracta Mutis ex Nyman, Consp. Fl. Eur.: 478 (1879).
- Campanula rapunculoides var. glabrata Trautv., Trudy Imp. S.-Peterburgsk. Bot. Sada 6: 75 (1879).
- Campanula rapunculoides subvar. neglecta Nyman, Consp. Fl. Eur.: 478 (1879).
- Campanula rapunculoides var. nemorosa (A.DC.) Nyman, Consp. Fl. Eur.: 478 (1879).
- Campanula rapunculoides f. crenata Hayek & Hegi in G.Hegi, Ill. Fl. Mitt.-Eur. 6: 343 (1915).
- Campanula rapunculoides f. secunda (F.W.Schmidt) Hayek & Hegi in G.Hegi, Ill. Fl. Mitt.-Eur. 6: 343 (1915).
- Campanula rapunculoides f. trachelioides (M.Bieb.) Hayek & Hegi in G.Hegi, Ill. Fl. Mitt.-Eur. 6: 343 (1915).
- Campanula rapunculoides f. ucrainica (Besser) Hayek & Hegi in G.Hegi, Ill. Fl. Mitt.-Eur. 6: 343 (1915).
- Campanula grossheimii Kharadze, Zametki Sist. Geogr. Rast. 15: 29 (1949).
- Campanula foliosa Galushko, Novosti Sist. Vyssh. Rast. 8: 266 (1971), nom. illeg.
- Campanula chysnysuensis Czerep., Vasc. Pl. Russia & Adj. States: 154 (1995).
- Cenekia rapunculoides var. racemosa (Peterm.) Opiz, Seznam: 36 (1852).
- Cenekia rapunculoides var. reflexa (Peterm.) Opiz, Seznam: 36 (1852).
- Cenekia rapunculoides var. speciosa (Knaf) Opiz, Seznam: 36 (1852).

## Distribution

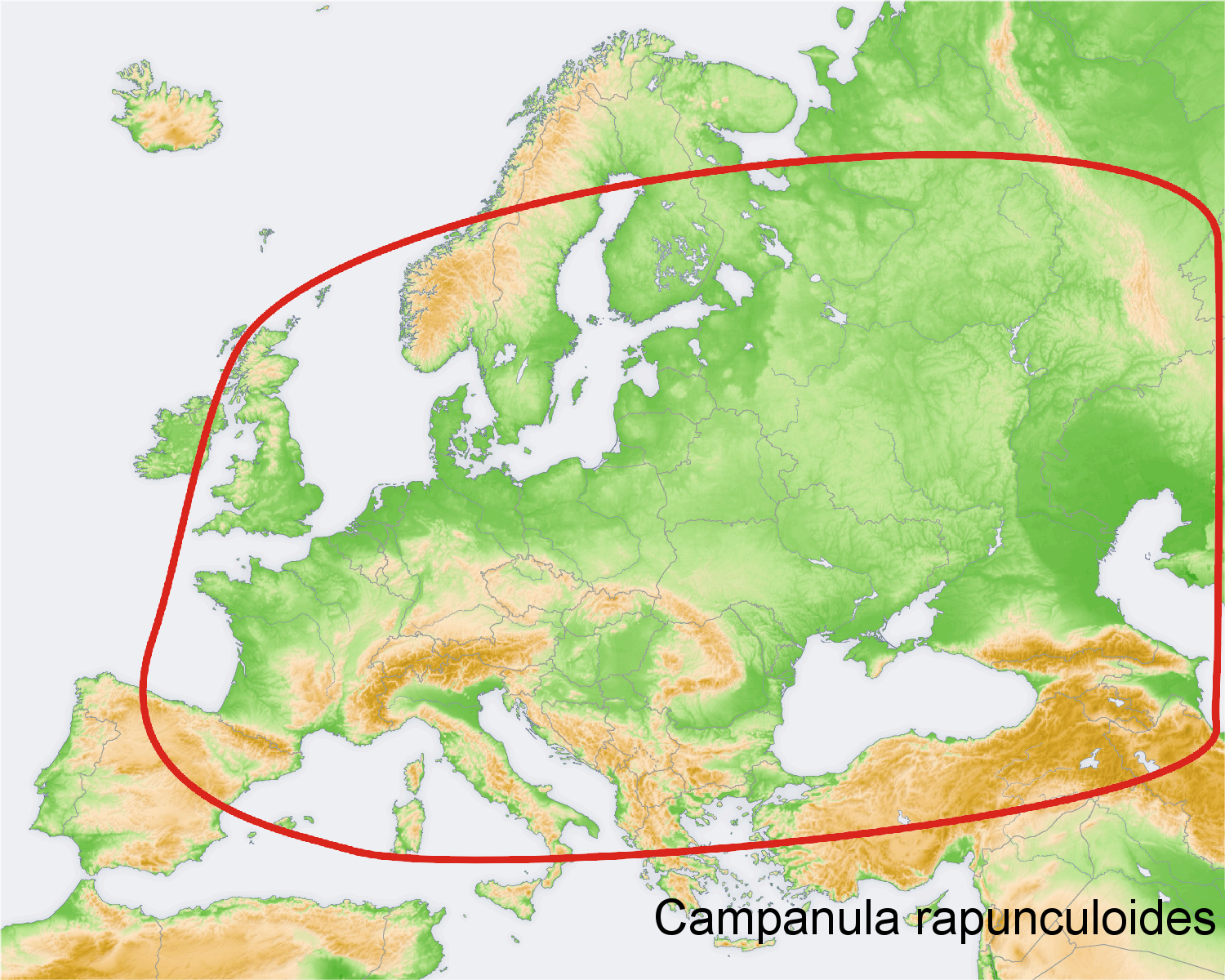
Carte de la distribution de C. rapunculoide subsp. rapunculoides.

Eurasie.